# Bernardo Quaranta

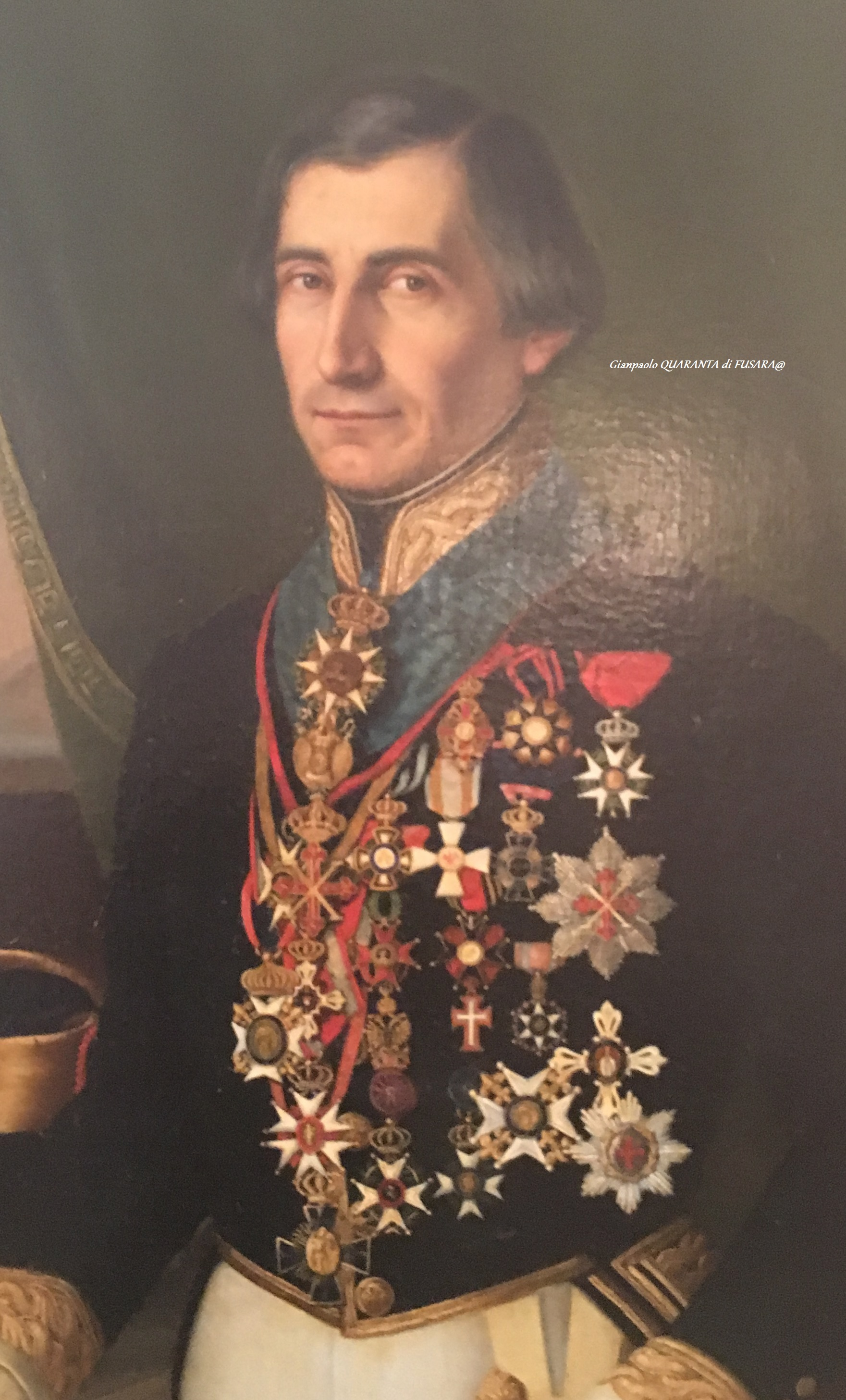
Bernardo Quaranta, baron en hoogleraar

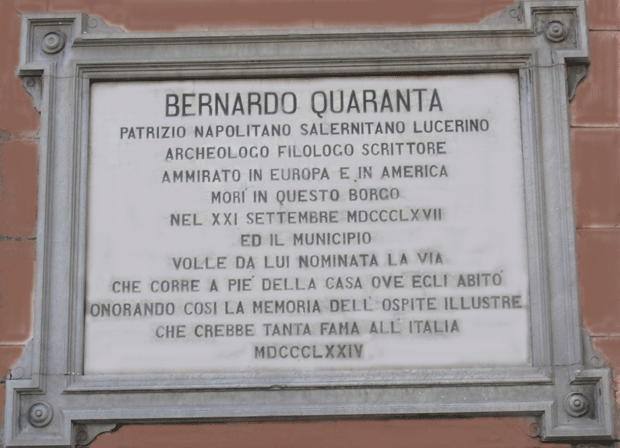
Straatnaam in Napels

Bernardo Quaranta, derde baron van San Severino Cilento (Napels, 14 februari 1796 – aldaar, 21 september 1867) was archeoloog en classicus in het koninkrijk der Beide Siciliën. Hij was hoogleraar aan de universiteit van Napels (1816-1860).

## Levensloop
Quaranta was een telg van de adellijke familie Quaranta in het koninkrijk Napels. Op de leeftijd van 14 jaar beëindigde hij zijn middelbare school en studeerde in Napels Klassieke Talen en rechten. Quaranta was 20 jaar toen hij de leerstoel Griekse Literatuur en Archeologie ontving van dezelfde universiteit. Zijn academisch werk omvatte opgravingen in Pompeii en studie van Oudgriekse teksten. Zo publiceerde hij in 1837 een beschrijving over 14 zilveren vazen uit Pompeii. Als professor archeologie was hij betrokken bij de organisatie van de koninklijke musea van Napels. Hij werd ook aanzien als de stichter van het Rijksarchief der Beide Siciliën.
In 1842 huwde hij met barones Maria Pannola. Quaranta werd vereerd met diverse eretekens niet alleen van het koninkrijk der Beide Siciliën. Zo kreeg hij er ook onder meer van de Pauselijke Staat, Parma, Oostenrijk, Frankrijk, België, Portugal, Rusland en Griekenland. Het koninkrijk Griekenland vereerde hem met het ridderschap San Salvatore.
Quaranta was lid van de Accademia delle Scienze in Turijn in het koninkrijk Piëmont-Sardinië en van de Académie des inscriptions et belles-lettres in het koninkrijk Frankrijk. Tevens zetelde hij in de Pauselijke Academie voor archeologie in Rome, in de academie der letteren van Westfalen in Minden, alsook in de gelijknamige academies in Padua, Palermo en Pesaro. In het koninkrijk der Beide Siciliën was hij voorzitter van diverse wetenschappelijke en vaderlandslievende verenigingen. 
Bij Garibaldi's intocht in Napels en de val van het koningshuis Bourbon-Sicilië (1860) verloor Quaranta zijn leerstoel. Vierenveertig jaar had hij Oudgrieks en archeologie onderwezen. Hij trok zich terug in zijn villa in de wijk Barra in Napels. Hij werd progressief blind zodat hij zijn hobby, poëzie schrijven, moest stoppen. In 1867 overleed hij.
De stad Napels hernoemde later de straat waar Quaranta geleefd had: het werd de Via Bernardo Quaranta (1874). De herdenkingsplaat aldaar geeft dit aan.
- Bibliothèque nationale de France: cb12971352r (data)
- CiNii: DA15432111
- Gemeinsame Normdatei: 1055088830
- International Standard Name Identifier: 0000 0001 1827 3814
- Library of Congress Control Number: no2002070865
- Réseau des bibliothèques de Suisse occidentale: 02-A003719822
- Istituto Centrale per il Catalogo Unico: PALV025646
- Système universitaire de documentation: 055278086
- Virtual International Authority File: 32130015
- WorldCat: E39PCjxDwyvwJQcTFfHRWpqrVP